# 仁慈山教堂

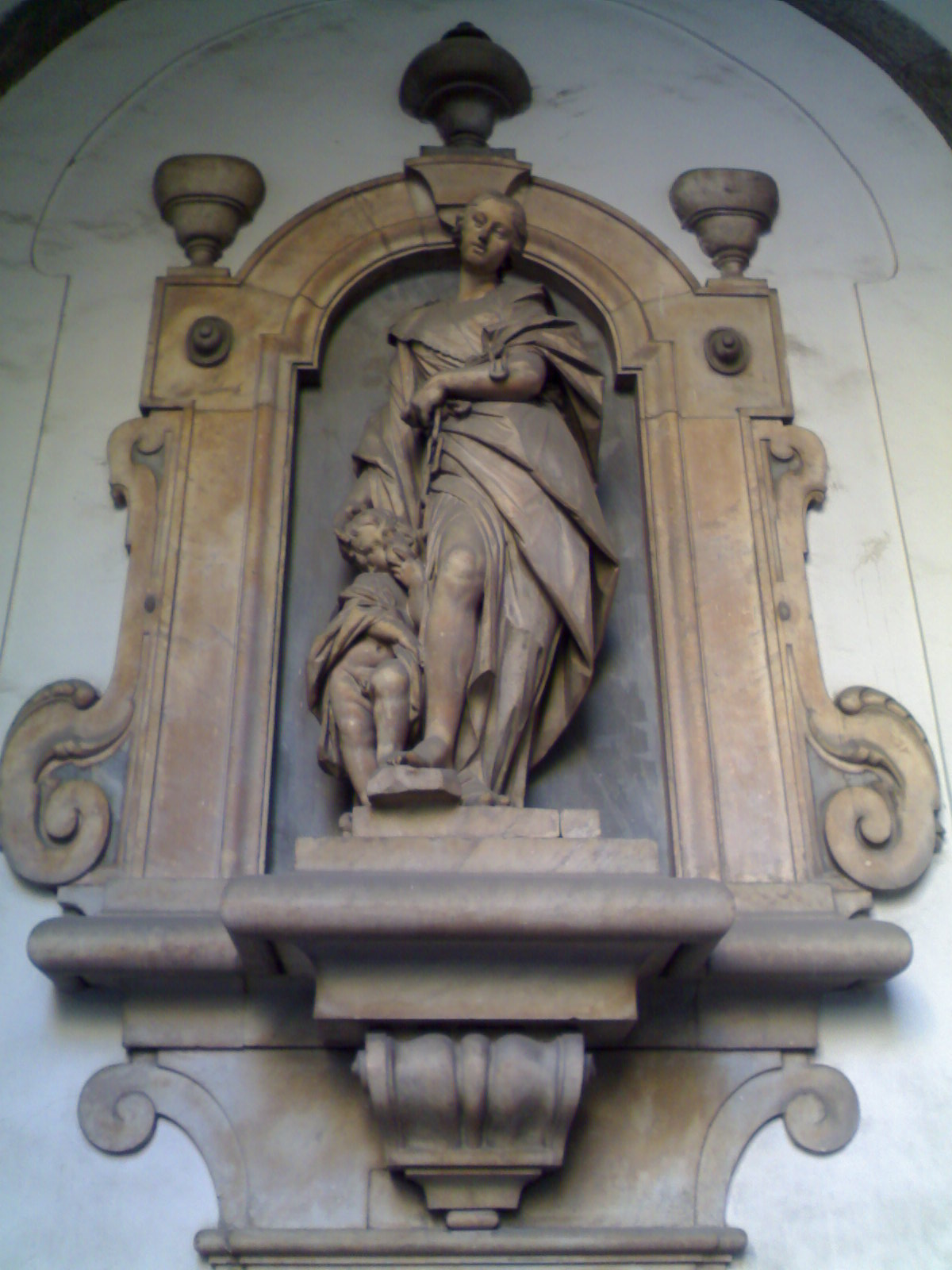

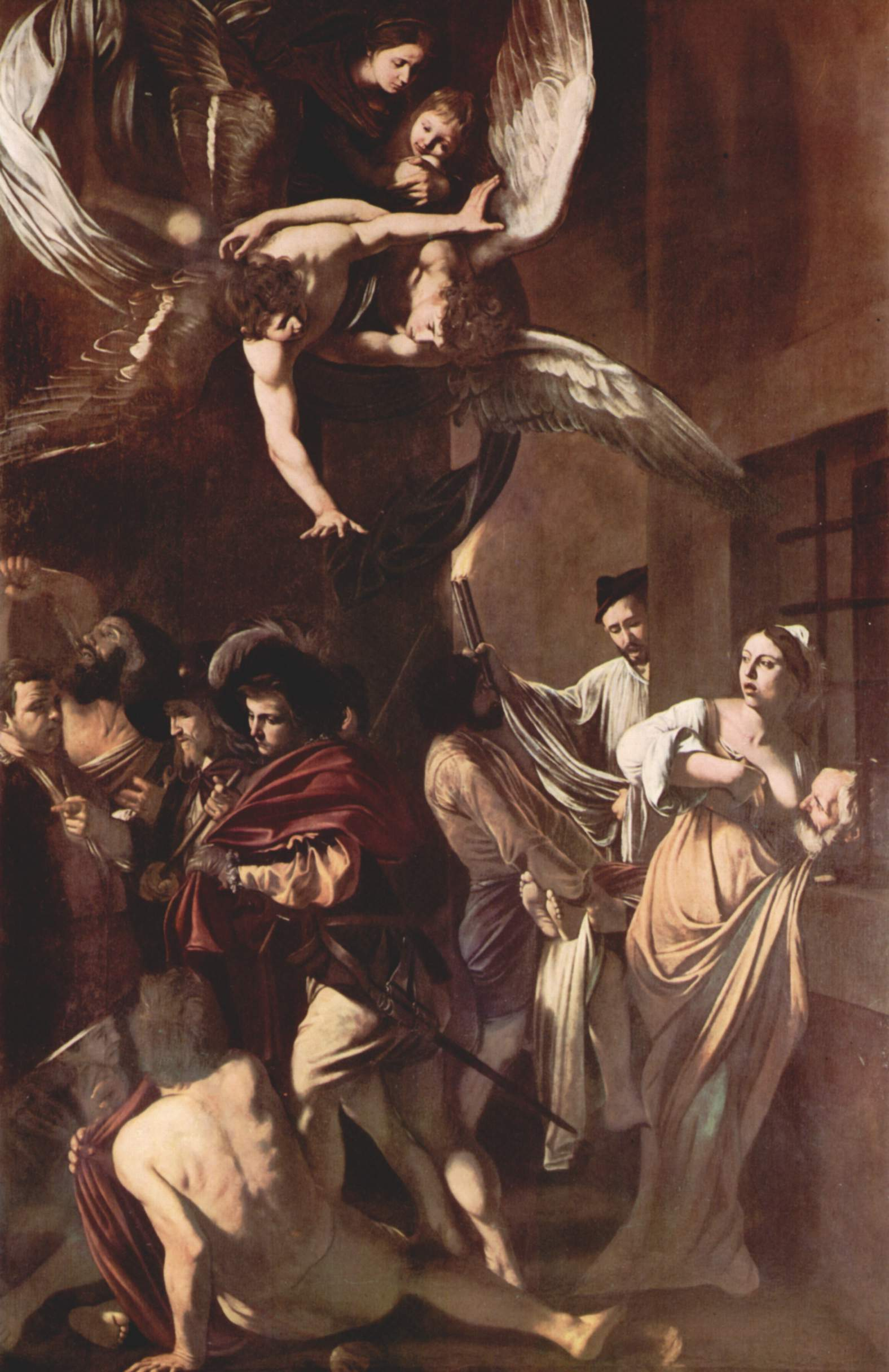
《七件善事》, 1606–1607年

仁慈山教堂（Pio Monte della Misericordia）是意大利南部坎帕尼亚大区那不勒斯省那不勒斯历史中心的一座罗马天主教教堂，位于法庭街（Via dei Tribunali）253号。它以艺术品著称，包括卡拉瓦乔的《七件善事》。
1601年8月，七位年轻的贵族创立了仁慈山善会，每周五在不治之症医院见面，为病人服务。
1602年，他们建立了一个机构，并委托吉安科莫·迪·康福托建造了一个小教堂，在法庭街与 Vico dei Zuroli.转角，靠近通往那不勒斯主教座堂的阶梯。1605年，他们收到了教宗保禄五世的确认信。
1606年9月，这座教堂祝圣。从1658年到1678年，建筑师弗朗切斯科·安东尼奥·皮基亚蒂扩建了这座建筑，形成了宫殿和新教堂组成的建筑群。
教堂的祭坛上，有卡拉瓦乔的《七件善事》。此外还有卢卡·焦尔达诺、卡洛·莱利托、法布里齐奥·桑塔费德、巴蒂斯特洛·卡拉乔洛等人的画作。
仁慈山教堂善会的贵族们要求画家“以永久的视觉表达他们的慈善使命感”。 关于卡拉瓦乔画作中明暗对照法的鲜明对比，德国艺术史学家拉尔夫·范·贝伦将明亮的光线解释为仁慈的隐喻，“帮助观众探索自己生活中的仁慈”。